# ブラウンシュヴァイク＝ベーヴェルン家

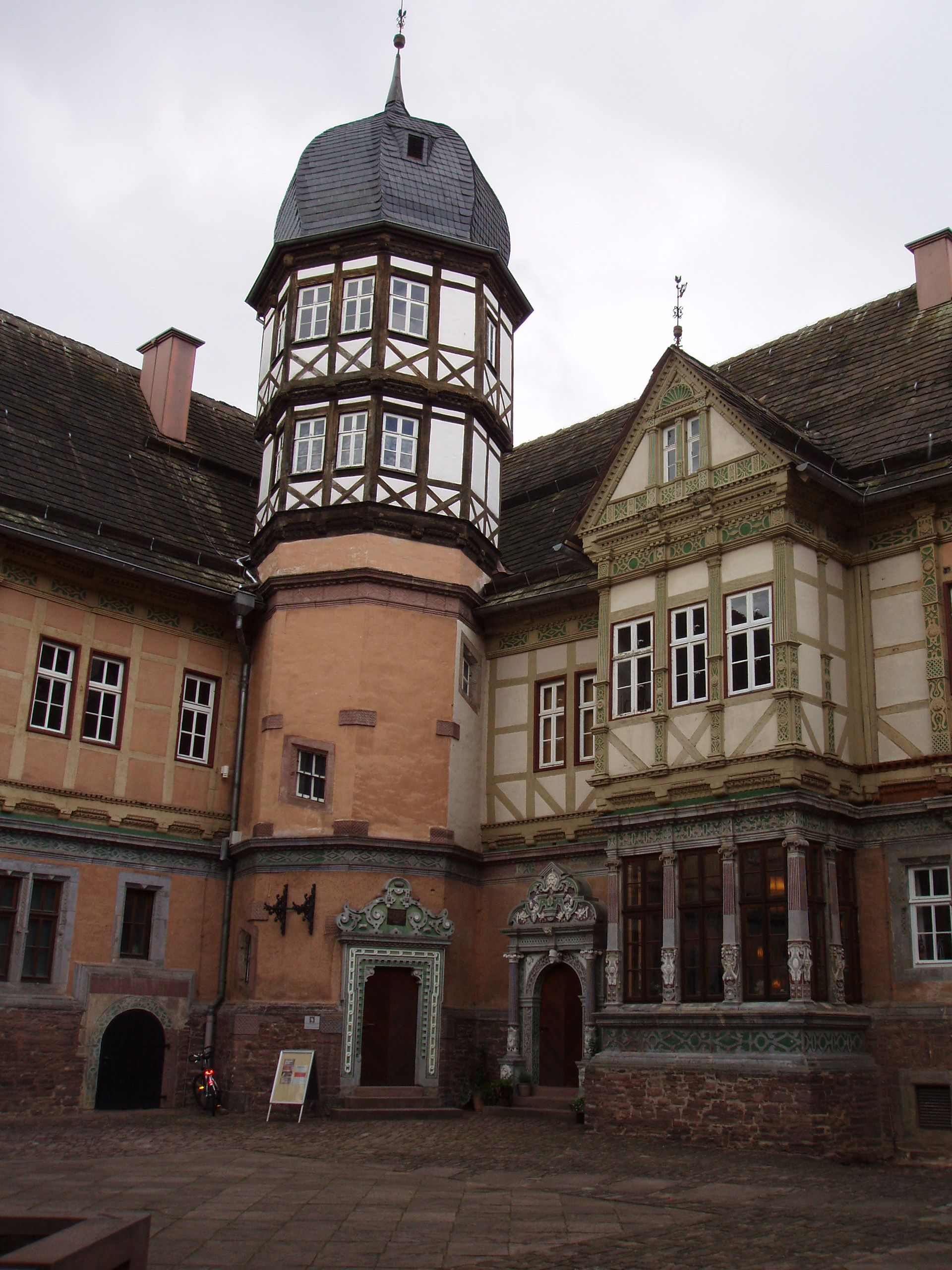
ベーヴェルン城

ブラウンシュヴァイク＝ベーヴェルン家（ドイツ語：Braunschweig-Bevern）は、ドイツの領邦君主の家系。ヴェルフ家（ブラウンシュヴァイク＝リューネブルク家）の流れを汲み、ブラウンシュヴァイク＝ヴォルフェンビュッテル侯領を統治する新ブラウンシュヴァイク家から分かれた。ヴェルフ家の諸系統の中で19世紀以後も存続したのはベーヴェルン家とハノーファー家だけだったが、ベーヴェルン家は1884年に絶えた。
初代当主のフェルディナント・アルブレヒト1世は、新ブラウンシュヴァイク家の始祖であるアウグスト2世の末息子であった。フェルディナント・アルブレヒト1世は1666年に、2人の異母兄が相続するヴォルフェンビュッテル侯領の相続権を放棄し、その補償としてベーヴェルンの城とその周辺領地を与えられた。当初は相続権を放棄していたにもかかわらず、ブラウンシュヴァイク＝ヴォルフェンビュッテル公ルートヴィヒ・ルドルフが1735年に男子のないまま死去し、新ブラウンシュヴァイク家が断絶したために、フェルディナント・アルブレヒト2世がルートヴィヒ・ルドルフの従弟で婿という関係から、ブラウンシュヴァイク＝ヴォルフェンビュッテル侯領を統治することとなった。
ベーヴェルンはフェルディナント・アルブレヒト2世の弟エルンスト・フェルディナントが継いだが、息子の代で1809年に断絶、フェルディナント・アルブレヒト2世の曾孫フリードリヒ・ヴィルヘルムが相続し、1814年にブラウンシュヴァイク公国が創設された。
1884年、ベーヴェルン家はブラウンシュヴァイク公ヴィルヘルム（8世）の死と同時に断絶した。

## ブラウンシュヴァイク＝ヴォルフェンビュッテル＝ベーヴェルン公
- フェルディナント・アルブレヒト1世（在位：1667年 - 1687年）
- フェルディナント・アルブレヒト2世（在位：1687年 - 1735年）
- エルンスト・フェルディナント（在位：1735年 - 1746年）
- アウグスト・ヴィルヘルム（在位：1746年 - 1781年）
- フリードリヒ・カール・フェルディナント（在位：1781年 - 1809年）